# Emilie Nicolas
Emilie Nicolas Kongshavn (Bærum, 26 novembre 1987) è una cantante norvegese.
Nel corso della sua carriera ha vinto quattro Spellemannprisen: due come "migliore artista pop" (2014 e 2018), uno nella categoria "miglior album di debutto" (2014) e uno in quella "album dell'anno" (2018).

## Discografia

### Album
- 2014 - Like I'm a Warrior
- 2018 - Tranquille Emile
- 2020 - Let Her Breathe

### Singoli
- 2013 - Grown Up
- 2013 - Pstereo
- 2017 - Sky
- 2018 - Higher Love
- 2018 - Wild One
- 2018 - Feel Fine
- 2020 - Who's Gonna Love You
- 2020 - If I Call
- 2024 – Mad Woman (con Skaar)